# Hans Erik Eriksen
Hans Erik Eriksen (24 dicembre 1977) è un allenatore di calcio ed ex calciatore norvegese, di ruolo centrocampista.

## Carriera

### Giocatore

#### Club
Eriksen ha giocato, in carriera, per Ski, Follo, Kjelsås e, nuovamente, al Follo.

### Allenatore
Eriksen è diventato allenatore del Follo nel 2009, conquistando la promozione in 1. divisjon. È arrivato fino alla finale del Norgesmesterskapet 2010, persa per 2-0 contro lo Strømsgodset. Contemporaneamente, il Follo è retrocesso nella 2. divisjon, pur avendo raggiunto la salvezza in classifica: questo perché è stato retrocesso d'ufficio per via di un problema riguardante le licenze d'iscrizione del club alla 1. divisjon. Il 23 novembre 2015 ha ufficialmente lasciato il Follo.
Il 24 novembre 2015 è stato nominato nuovo allenatore dell'Hødd, firmando un contratto biennale valido a partire dal 1º gennaio 2016. Il 23 giugno 2016, Eriksen e l'Hødd hanno separato le loro strade, a causa dei cattivi risultati conseguiti.
Il 12 gennaio 2017 è stato presentato come nuovo allenatore del Kongsvinger. Il 30 aprile 2018 è stato sollevato dall'incarico.

## Palmarès

### Giocatore

#### Competizioni nazionali
- 2. divisjon: 1

Follo: 2004 (gruppo 2)

### Allenatore

#### Competizioni nazionali
- 2. divisjon: 3

Follo: 2009 (gruppo 2), 2012 (gruppo 4), 2014 (gruppo 4)